# Zeilitzheimer Tor

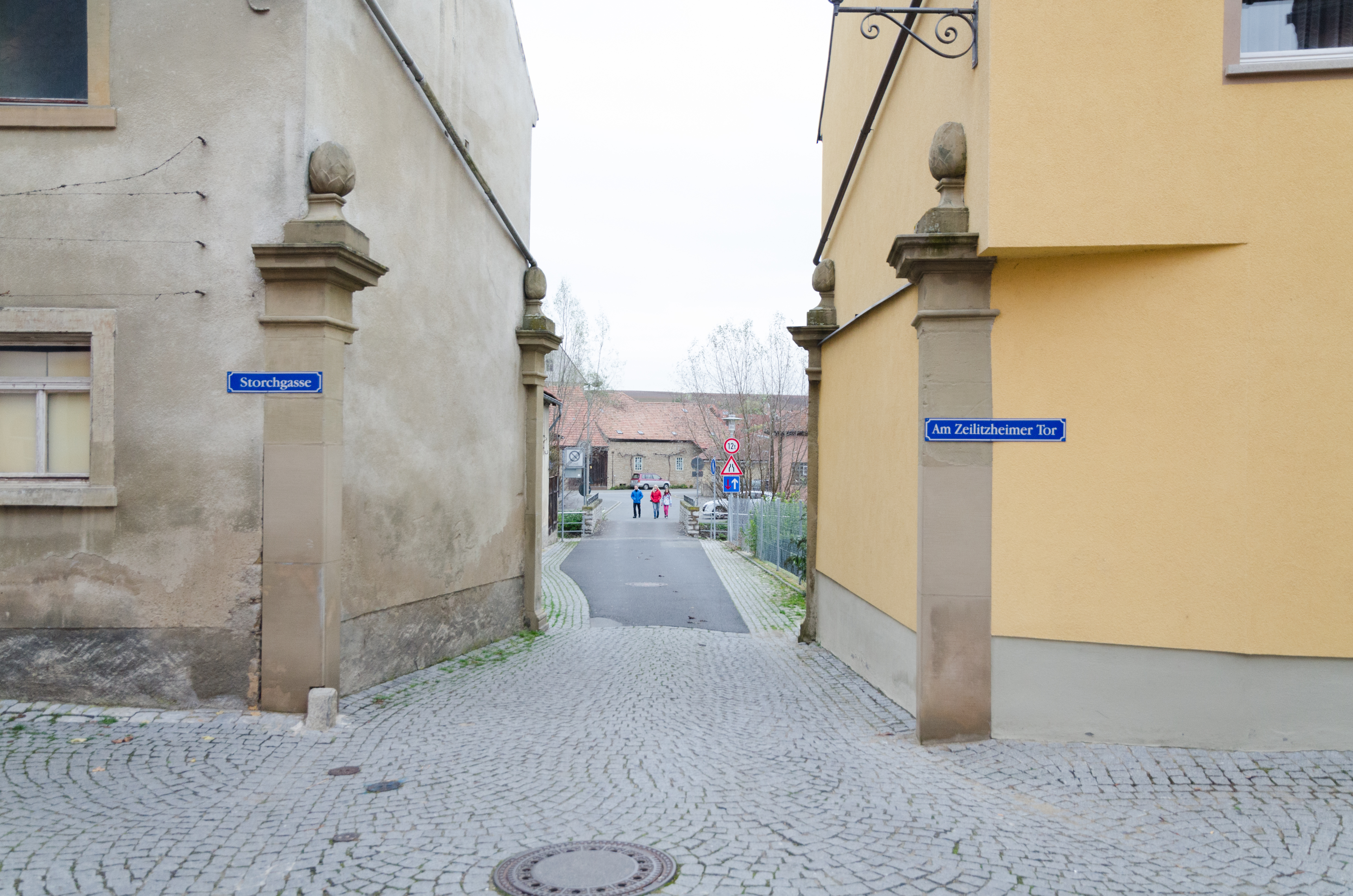
Das Zeilitzheimer Tor

Das Zeilitzheimer Tor (auch Bachtor, Adresse Am Zeilitzheimer Tor) ist ein Element der Stadtbefestigung des unterfränkischen Volkach. Das Tor war eine der ersten Breschen, die im 19. Jahrhundert in die Befestigung geschlagen wurden und symbolisiert deshalb auch die Auflösung der geschlossenen Ummauerung.

## Geschichte
Die Entstehung des Zeilitzheimer Tores liegt im Dunklen. Bereits im 18. Jahrhundert begannen die Volkacher Bürger die Zwingeranlagen um ihre Stadt zu bebauen. Dies war möglich geworden, weil der Stadtrat und der Fürstbischof von Würzburg, der die Wehrhoheit über die Stadt hatte, nichts mehr in die Befestigung aus dem Spätmittelalter investierten. Die Stadtmauer verfiel langsam, bildete aber dennoch weiterhin einen geschlossenen Ring um die Stadt.
Einzige Zugänge zur Altstadt waren die beiden Tore im Nordwesten und Süden. Auslöser für das endgültige Niederreißen der Befestigung war der große Stadtbrand des Jahres 1804. Am 23. Juni brach in der heutigen Storchgasse, unmittelbar neben dem späteren Zeilitzheimer Tor, ein Feuer aus, das nahezu ein Viertel der gesamten Altstadt vernichtete. Die Löschwasserversorgung war durch die beiden Tore nicht sicherzustellen.
Erstmals im Jahr 1804 tauchte auch die Bezeichnung „Neuer Torweg“ für eine Straße im Nordosten der Volkacher Altstadt auf. Es ist davon auszugehen, dass dort unmittelbar nach der Brandkatastrophe eine Bresche in die Altstadt geschlagen oder eine bereits durch das Feuer entstandene Lücke in der geschlossenen Bebauung offen gehalten wurde. Vor der Stadt lagen die Gärten der Bürger, die seit 1760 in den ehemaligen Gräben der Befestigung angelegt worden waren.
Das Zeilitzheimer Tor diente jahrzehntelang lediglich als Durchgang und hatte keinen Einfluss auf die Verkehrserschließung der Volkacher Altstadt. Ab der Mitte des 19. Jahrhunderts wurde der Abriss der Tortürme der beiden älteren Toranlagen diskutiert. Das Tor konnte durch zwei schlichte Holzgatter geschlossen werden, die zwischen den Häusern Storchgasse 25 und Am Zeilitzheimer Tor 1 befestigt waren. Die erhaltenen Überreste des Tores sind als Baudenkmal eingeordnet. Das Tor  bildet heute den nordöstlichen Beginn des Ensembles Altstadt Volkach.

## Beschreibung
Das Zeilitzheimer Tor erhielt, anders als die beiden bereits im 16. Jahrhundert erbauten älteren Tore im Nordwesten und Süden keinen Torturm. Stattdessen brachte man das eigentliche Tor an vier rechteckig aufgestellten Torpfosten an. Sie wurden ähnlich wie schlichte Hoftorpfosten aus Sandstein errichtet und schließen mit dem typischen Pinienaufsätzen ab. Teilweise sind sie heute von den angrenzenden Gebäuden eingebaut. Das Bayerische Landesamt für Denkmalpflege ordnet die Torpfosten bereits dem 18. Jahrhundert zu.